# Dorian van Rijsselberghe
Dorian van Rijsselberghe (n. 24 noiembrie 1988, Den Burg⁠(d), Olanda de Nord, Țările de Jos) este un sportiv ce a reprezentat Regatul Țărilor de Jos, medaliat olimpic. A participat la 2 ediții ale Jocurilor Olimpice (2012, 2016) în care a câștigat o medalie de aur.